# Золотий глобус (70-та церемонія вручення)
70-та церемонія вручення нагород премії «Золотий глобус»

13 січня 2013 року
Найкращий фільм — драма: 
«Арго»
Найкращий фільм —
комедія або мюзикл: 
«Знедолені»
Найкращий телесеріал — драма: 
«Батьківщина»
Найкращий телесеріал —
комедія або мюзикл: 
«Дівчата»
Найкращий мінісеріал або телефільм: 
«Злам»
< 69-та • Церемонії вручення • 71-ша >
70-та церемонія вручення нагород премії «Золотий глобус» за заслуги в галузі кінематографу і телебачення за 2012 рік, що відбулася 13 січня 2013 в готелі Беверлі-Гілтон (Беверлі-Гіллз, Лос-Анджелес, Каліфорнія). Номінантів оголосили Джессіка Альба, Меган Фокс, Ед Гелмс 13 грудня 2012. Церемонія транслювалася американською телекомпанією NBC. Ведучими стали Тіна Фей та Емі Полер. Церемонія спродюсована компанією Dick Clark Productions у співпраці з голлівудською асоціацією іноземної преси.
Найбільша кількість номінацій (7) була у історичної драми «Лінкольн» від режисера Стівена Спілберга, але стрічка отримали лише одну нагороду у категорії «Найкраща чоловіча роль — драма». Найбільшу кількість нагород (3) отримали: мюзикл «Знедолені», телесеріал «Батьківщина» та телефільм «Злам».

## Список лауреатів і номінантів

### Кіно
Фільми з найбільшою кількістю нагород та номінацій
| Фільм                                     | Перемоги | Номінації |
| ----------------------------------------- | -------- | --------- |
| • «Знедолені»                             | 3        | 4         |
| • «Арго»                                  | 2        | 5         |
| • «Джанґо вільний»                        | 2        | 5         |
| • «Лінкольн»                              | 1        | 7         |
| • «Збірка промінців надії»                | 1        | 4         |
| • «Тридцять хвилин по півночі»            | 1        | 4         |
| • «Життя Пі»                              | 1        | 3         |
| • «007: Координати «Скайфолл»             | 1        | 1         |
| • «Відважна»                              | 1        | 1         |
| • «Кохання»                               | 1        | 1         |
| • «Риба моєї мрії»                        | —        | 3         |
| • «Майстер»                               | —        | 3         |
| • «Найкращий екзотичний готель «Меріголд» | —        | 2         |
| • «Іржа та кістка»                        | —        | 2         |
| • «Сурогат»                               | —        | 2         |

• Переможці вказані першими і виділені окремим кольором.
| Категорія                                   | Лауреати і номінанти                                                              | Лауреати і номінанти                                           |
| ------------------------------------------- | --------------------------------------------------------------------------------- | -------------------------------------------------------------- |
| Найкращий фільм — драма                     | • «Арго»                                                                          | • «Арго»                                                       |
| Найкращий фільм — драма                     | • «Джанґо вільний»                                                                |                                                                |
| Найкращий фільм — драма                     | • «Життя Пі»                                                                      |                                                                |
| Найкращий фільм — драма                     | • «Лінкольн»                                                                      |                                                                |
| Найкращий фільм — драма                     | • «Тридцять хвилин по півночі»                                                    |                                                                |
| Найкращий фільм — комедія або мюзикл        | • «Знедолені»                                                                     | • «Знедолені»                                                  |
| Найкращий фільм — комедія або мюзикл        | • «Найкращий екзотичний готель «Меріголд» / The Best Exotic Marigold Hotel        |                                                                |
| Найкращий фільм — комедія або мюзикл        | • «Королівство повного місяця»                                                    |                                                                |
| Найкращий фільм — комедія або мюзикл        | • «Риба моєї мрії»                                                                |                                                                |
| Найкращий фільм — комедія або мюзикл        | • «Збірка промінців надії»                                                        |                                                                |
| Найкраща чоловіча роль — драма              |                                                                                   | • «Лінкольн» — Деніел Дей-Льюїс за роль Авраама Лінкольна      |
| Найкраща чоловіча роль — драма              | • «Порочна пристрасть» — Річард Гір за роль Роберта Міллера                       |                                                                |
| Найкраща чоловіча роль — драма              | • «Сурогат» — Джон Гоукс за роль Марка О'Браєна                                   |                                                                |
| Найкраща чоловіча роль — драма              | • «Майстер» — Хоакін Фенікс за роль Фредді Куелла                                 |                                                                |
| Найкраща чоловіча роль — драма              | • «Рейс» — Дензел Вашингтон за роль капітана Вільяма Вітакера                     |                                                                |
| Найкраща жіноча роль — драма                |                                                                                   | • «Тридцять хвилин по півночі» — Джессіка Честейн за роль Маї  |
| Найкраща жіноча роль — драма                | • «Іржа та кістка» — Маріон Котіяр за роль Стефані                                |                                                                |
| Найкраща жіноча роль — драма                | • «Гічкок» — Гелен Міррен за роль Елми Ревілл                                     |                                                                |
| Найкраща жіноча роль — драма                | • «Неможливе» — Наомі Воттс за роль Марії Беннетт                                 |                                                                |
| Найкраща жіноча роль — драма                | • «Глибоке синє море» — Рейчел Вайс за роль Гестер Коллер                         |                                                                |
| Найкраща чоловіча роль — комедія або мюзикл |                                                                                   | • «Знедолені» — Г'ю Джекмен за роль Жана Вальжана              |
| Найкраща чоловіча роль — комедія або мюзикл | • «Берні» — Джек Блек за роль Берні Тиде                                          |                                                                |
| Найкраща чоловіча роль — комедія або мюзикл | • «Збірка промінців надії» — Бредлі Купер за роль Пета Солітано                   |                                                                |
| Найкраща чоловіча роль — комедія або мюзикл | • «Риба моєї мрії» — Юен Макгрегор за роль Альфреда Джонса                        |                                                                |
| Найкраща чоловіча роль — комедія або мюзикл | • «Гайд-Парк на Гудзоні» — Білл Мюррей за роль Франкліна Рузвельта                |                                                                |
| Найкраща жіноча роль — комедія або мюзикл   |                                                                                   | • «Збірка промінців надії» — Дженніфер Лоуренс за роль Тіффані |
| Найкраща жіноча роль — комедія або мюзикл   | • «Риба моєї мрії» — Емілі Блант за роль Гаррієт Четвуд-Талбот                    |                                                                |
| Найкраща жіноча роль — комедія або мюзикл   | • «Найкращий екзотичний готель «Меріголд» — Джуді Денч за роль Евелін Грінслейд   |                                                                |
| Найкраща жіноча роль — комедія або мюзикл   | • «Квартет» — Меггі Сміт за роль Джін Гортон                                      |                                                                |
| Найкраща жіноча роль — комедія або мюзикл   | • «Весняні надії» — Меріл Стріп за роль Кей Соумс                                 |                                                                |
| Найкраща чоловіча роль другого плану        |                                                                                   | • «Джанґо вільний» — Крістоф Вальц за роль Кінга Шульца        |
| Найкраща чоловіча роль другого плану        | • «Арго» — Алан Аркін за роль Лестера Сіґела                                      |                                                                |
| Найкраща чоловіча роль другого плану        | • «Джанґо вільний» — Леонардо ДіКапріо за роль Келвіна Кенді                      |                                                                |
| Найкраща чоловіча роль другого плану        | • «Майстер» — Філіп Сеймур Гофман за роль Ланкастера Дода                         |                                                                |
| Найкраща чоловіча роль другого плану        | • «Лінкольн» — Томмі Лі Джонс за роль Таддеуса Стівенса                           |                                                                |
| Найкраща жіноча роль другого плану          |                                                                                   | • «Знедолені» — Енн Гетевей за роль Фонтін                     |
| Найкраща жіноча роль другого плану          | • «Майстер» — Емі Адамс за роль Пеґґі Додд                                        |                                                                |
| Найкраща жіноча роль другого плану          | • «Лінкольн» — Саллі Філд за роль Мері Тодд Лінкольн                              |                                                                |
| Найкраща жіноча роль другого плану          | • «Сурогат» — Гелен Гант за роль Шерил Коен Грін                                  |                                                                |
| Найкраща жіноча роль другого плану          | • «Газетяр» — Ніколь Кідман за роль Шарлотти Блесс                                |                                                                |
| Найкраща режисерська робота                 |                                                                                   | • «Арго» — Бен Аффлек                                          |
| Найкраща режисерська робота                 | • «Тридцять хвилин по півночі» — Кетрін Бігелоу                                   |                                                                |
| Найкраща режисерська робота                 | • «Життя Пі» — Енг Лі                                                             |                                                                |
| Найкраща режисерська робота                 | • «Лінкольн» — Стівен Спілберг                                                    |                                                                |
| Найкраща режисерська робота                 | • «Джанґо вільний» — Квентін Тарантіно                                            |                                                                |
| Найкращий сценарій                          |                                                                                   | • «Джанґо вільний» — Квентін Тарантіно                         |
| Найкращий сценарій                          | • «Арго» — Кріс Терріо                                                            |                                                                |
| Найкращий сценарій                          | • «Лінкольн» — Тоні Кушнер                                                        |                                                                |
| Найкращий сценарій                          | • «Збірка промінців надії» — Девід О. Расселл                                     |                                                                |
| Найкращий сценарій                          | • «Тридцять хвилин по півночі» — Марк Боал                                        |                                                                |
| Найкраща музика                             |                                                                                   | • «Життя Пі» — Майкл Данна                                     |
| Найкраща музика                             | • «Анна Кареніна» — Даріо Маріанеллі                                              |                                                                |
| Найкраща музика                             | • «Арго» — Александр Деспла                                                       |                                                                |
| Найкраща музика                             | • «Лінкольн» — Джон Вільямс                                                       |                                                                |
| Найкраща музика                             | • «Хмарний атлас» — Том Тиквер, Джон Клімек, Ранхольд Гайль                       |                                                                |
| Найкраща пісня                              | • «007: Координати «Скайфолл» — «Skyfall» — Адель, Пол Епворт                     | • «007: Координати «Скайфолл» — «Skyfall» — Адель, Пол Епворт  |
| Найкраща пісня                              | • «Закон доблесті» — «For You» — Кіт Урбан, Монті Паувелл                         |                                                                |
| Найкраща пісня                              | • «Надійні хлопці» — «Not Running Anymore» — Джон Бон Джові                       |                                                                |
| Найкраща пісня                              | • «Голодні ігри» — «Safe & Sound» — Тейлор Свіфт, The Civil Wars, Ті Боун Бернетт |                                                                |
| Найкраща пісня                              | • «Знедолені» — «Suddenly» — Клод-Мішель Шенберг, Ален Бубліл, Герберт Крецмер    |                                                                |
| Найкращий анімаційний фільм                 | • «Відважна»                                                                      | • «Відважна»                                                   |
| Найкращий анімаційний фільм                 | • «Франкенвіні»                                                                   |                                                                |
| Найкращий анімаційний фільм                 | • «Монстри на канікулах»                                                          |                                                                |
| Найкращий анімаційний фільм                 | • «Вартові легенд»                                                                |                                                                |
| Найкращий анімаційний фільм                 | • «Ральф-руйнівник»                                                               |                                                                |
| Найкращий фільм іноземною мовою             | • «Кохання» (Австрія)                                                             | • «Кохання» (Австрія)                                          |
| Найкращий фільм іноземною мовою             | • «Королівський роман» (Данія)                                                    |                                                                |
| Найкращий фільм іноземною мовою             | • «1+1» (Франція)                                                                 |                                                                |
| Найкращий фільм іноземною мовою             | • «Кон-Тікі» (Норвегія)                                                           |                                                                |
| Найкращий фільм іноземною мовою             | • «Іржа та кістка» (Бельгія)                                                      |                                                                |

### Телебачення
Телесеріали з найбільшою кількістю нагород та номінацій
| Фільм                      | Перемоги | Номінації |
| -------------------------- | -------- | --------- |
| • «Злам»                   | 3        | 5         |
| • «Батьківщина»            | 3        | 4         |
| • «Дівчата»                | 2        | 2         |
| • «Абатство Даунтон»       | 1        | 3         |
| • «Хетфілди та Маккої»     | 1        | 2         |
| • «Оселя брехні»           | 1        | 1         |
| • «Дівчина»                | —        | 3         |
| • «Американська сімейка»   | —        | 3         |
| • «30 потрясінь»           | —        | 2         |
| • «Підпільна імперія»      | —        | 2         |
| • «Теорія великого вибуху» | —        | 2         |
| • «Пуститися берега»       | —        | 2         |
| • «Серії»                  | —        | 2         |
| • «Гарна дружина»          | —        | 2         |
| • «Гемінґвей та Ґеллгорн»  | —        | 2         |
| • «Нашвілл»                | —        | 2         |
| • «Новенька»               | —        | 2         |
| • «Новини»                 | —        | 2         |
| • «Політичні тварини»      | —        | 2         |

| Категорія                                                                | Лауреати і номінанти                                               | Лауреати і номінанти                                                |
| ------------------------------------------------------------------------ | ------------------------------------------------------------------ | ------------------------------------------------------------------- |
| Найкращий серіал — драма                                                 | • «Батьківщина»                                                    | • «Батьківщина»                                                     |
| Найкращий серіал — драма                                                 | • «Абатство Даунтон»                                               |                                                                     |
| Найкращий серіал — драма                                                 | • «Пуститися берега»                                               |                                                                     |
| Найкращий серіал — драма                                                 | • «Новини»                                                         |                                                                     |
| Найкращий серіал — драма                                                 | • «Підпільна імперія»                                              |                                                                     |
| Найкращий серіал — комедія або мюзикл                                    | • «Дівчата» / Girls                                                | • «Дівчата» / Girls                                                 |
| Найкращий серіал — комедія або мюзикл                                    | • «Теорія великого вибуху»                                         |                                                                     |
| Найкращий серіал — комедія або мюзикл                                    | • «Серії»                                                          |                                                                     |
| Найкращий серіал — комедія або мюзикл                                    | • «Американська сімейка»                                           |                                                                     |
| Найкращий серіал — комедія або мюзикл                                    | • «Успіх»                                                          |                                                                     |
| Найкращий мінісеріал або телефільм                                       | • «Злам» / Game Change                                             | • «Злам» / Game Change                                              |
| Найкращий мінісеріал або телефільм                                       | • «Дівчина» / The Girl                                             |                                                                     |
| Найкращий мінісеріал або телефільм                                       | • «Хетфілди та Маккої» / Hatfields & McCoys                        |                                                                     |
| Найкращий мінісеріал або телефільм                                       | • «Година» / The Hour                                              |                                                                     |
| Найкращий мінісеріал або телефільм                                       | • «Політичні тварини» / Political Animals                          |                                                                     |
| Найкраща чоловіча роль серіалу — драма                                   |                                                                    | • «Батьківщина» — Деміен Льюїс за роль Ніколаса Броуді              |
| Найкраща чоловіча роль серіалу — драма                                   | • «Підпільна імперія» — Стів Бушемі за роль Накі Джонсона          |                                                                     |
| Найкраща чоловіча роль серіалу — драма                                   | • «Пуститися берега» — Браян Кренстон за роль Волтера Вайта        |                                                                     |
| Найкраща чоловіча роль серіалу — драма                                   | • «Новини» — Джефф Деніелс за роль Віла МакЕвоя                    |                                                                     |
| Найкраща чоловіча роль серіалу — драма                                   | • «Божевільні» — Джон Гемм за роль Дона Дрейпера                   |                                                                     |
| Найкраща жіноча роль серіалу — драма                                     |                                                                    | • «Батьківщина» — Клер Дейнс за роль Керрі Метісон                  |
| Найкраща жіноча роль серіалу — драма                                     | • «Нашвілл» — Конні Брітн за роль Рейни Джеймс                     |                                                                     |
| Найкраща жіноча роль серіалу — драма                                     | • «Сутичка» — Гленн Клоуз за роль Петті Х'юз                       |                                                                     |
| Найкраща жіноча роль серіалу — драма                                     | • «Абатство Даунтон» — Мішель Докері за роль Мері Кроулі           |                                                                     |
| Найкраща жіноча роль серіалу — драма                                     | • «Гарна дружина» — Джуліанна Маргуліс за роль Алісії Флоррік      |                                                                     |
| Найкраща чоловіча роль серіалу — комедія або мюзикл                      |                                                                    | • «Оселя брехні» — Дон Чідл за роль Марті Каана                     |
| Найкраща чоловіча роль серіалу — комедія або мюзикл                      | • «30 потрясінь» — Алек Болдвін за роль Джека Донагі               |                                                                     |
| Найкраща чоловіча роль серіалу — комедія або мюзикл                      | • «Луї» — Луї Сі Кей за роль Луї                                   |                                                                     |
| Найкраща чоловіча роль серіалу — комедія або мюзикл                      | • «Серії» — Метт Леблан за роль Метта Леблана                      |                                                                     |
| Найкраща чоловіча роль серіалу — комедія або мюзикл                      | • «Теорія великого вибуху» — Джим Парсонс за роль Шелдона Купера   |                                                                     |
| Найкраща жіноча роль серіалу — комедія або мюзикл                        |                                                                    | • «Дівчата» — Лена Дангем за роль Хенни Хорвас                      |
| Найкраща жіноча роль серіалу — комедія або мюзикл                        | • «Новенька» — Зоуї Дешанель за роль Джессіки Дей                  |                                                                     |
| Найкраща жіноча роль серіалу — комедія або мюзикл                        | • «30 потрясінь» — Тіна Фей за роль Ліз Лемон                      |                                                                     |
| Найкраща жіноча роль серіалу — комедія або мюзикл                        | • «Віцепрезидент» — Джулія Луї-Дрейфус за роль Селіни Маєр         |                                                                     |
| Найкраща жіноча роль серіалу — комедія або мюзикл                        | • «Парки та зони відпочинку» — Емі Полер за роль Леслі Ноуп        |                                                                     |
| Найкраща чоловіча роль мінісеріалу або телефільму                        |                                                                    | • «Хетфілди та Маккої» — Кевін Костнер за роль Девіда Енса Хетфілда |
| Найкраща чоловіча роль мінісеріалу або телефільму                        | • «Шерлок» — Бенедикт Камбербетч за роль Шерлока Холмса            |                                                                     |
| Найкраща чоловіча роль мінісеріалу або телефільму                        | • «Злам» — Вуді Гаррельсон за роль Стів Шмідт                      |                                                                     |
| Найкраща чоловіча роль мінісеріалу або телефільму                        | • «Дівчина» — Тобі Джонс за роль Альфреда Гічкока                  |                                                                     |
| Найкраща чоловіча роль мінісеріалу або телефільму                        | • «Гемінґвей та Ґеллгорн» — Клайв Овен за роль Ернеста Гемінґвея   |                                                                     |
| Найкраща жіноча роль мінісеріалу або телефільму                          |                                                                    | • «Злам» — Джуліанн Мур за роль Сари Пейлін                         |
| Найкраща жіноча роль мінісеріалу або телефільму                          | • «Гемінґвей та Ґеллгорн» — Ніколь Кідман за роль Марти Ґеллгорн   |                                                                     |
| Найкраща жіноча роль мінісеріалу або телефільму                          | • «Американська історія жаху» — Джессіка Ленґ за роль Джуді Мартін |                                                                     |
| Найкраща жіноча роль мінісеріалу або телефільму                          | • «Дівчина» — Сієна Міллер за роль Тіппі Гедрен                    |                                                                     |
| Найкраща жіноча роль мінісеріалу або телефільму                          | • «Політичні тварини» — Сігурні Вівер за роль Елейн Берріш         |                                                                     |
| Найкраща чоловіча роль другого плану серіалу, мінісеріалу або телефільму |                                                                    | • «Злам» — Ед Гарріс за роль Джона Маккейна                         |
| Найкраща чоловіча роль другого плану серіалу, мінісеріалу або телефільму | • «Новенька» — Макс Грінфілд за роль Шмідта                        |                                                                     |
| Найкраща чоловіча роль другого плану серіалу, мінісеріалу або телефільму | • «Чарівне місто» — Денні Г'юстон за роль Бена Даймонда            |                                                                     |
| Найкраща чоловіча роль другого плану серіалу, мінісеріалу або телефільму | • «Батьківщина» — Менді Патінкін за роль Сола Беренсона            |                                                                     |
| Найкраща чоловіча роль другого плану серіалу, мінісеріалу або телефільму | • «Американська сімейка» — Ерік Стоунстріт за роль Камерона Такера |                                                                     |
| Найкраща жіноча роль другого плану серіалу, мінісеріалу або телефільму   |                                                                    | • «Абатство Даунтон» — Меггі Сміт за роль Вайолет, графині Ґрентем  |
| Найкраща жіноча роль другого плану серіалу, мінісеріалу або телефільму   | • «Нашвілл» — Гейден Панеттьєр за роль Джульєтти Барнс             |                                                                     |
| Найкраща жіноча роль другого плану серіалу, мінісеріалу або телефільму   | • «Гарна дружина» — Арчі Панджабі за роль Калінди Шарма            |                                                                     |
| Найкраща жіноча роль другого плану серіалу, мінісеріалу або телефільму   | • «Злам» — Сара Полсон за роль Ніколь Волас                        |                                                                     |
| Найкраща жіноча роль другого плану серіалу, мінісеріалу або телефільму   | • «Американська сімейка» — Софія Вергара за роль Глорії Прітчетт   |                                                                     |

## Спеціальні нагороди
| Премія імені Сесіля Б. Де Мілля (Нагорода за внесок у кінематограф) |  | Джоді Фостер американська акторка, кінорежисерка, продюсерка           |
| Міс «Золотий глобус» (Символічний титул)                            |  | Франческа Іствуд донька актора Клінта Іствуда та актриси Френсіс Фішер |
| Містер «Золотий глобус» (Символічний титул)                         |  | Сем Майкл Фокс син актора Майкла Джей Фокса та актриси Трейсі Поллан   |